# 1904年
1904年（1904 ねん）は、西暦（グレゴリオ暦）による、金曜日から始まる閏年。明治37年。

## 他の紀年法
- 干支：甲辰
- 日本（月日は一致）
  - 明治37年
  - 皇紀2564年
- 清：光緖29年11月14日 - 光緖30年11月25日
- 朝鮮（月日は一致）
  - 大韓帝国・光武8年
  - 檀紀4237年
- 阮朝（ベトナム）：成泰15年11月14日 - 成泰16年11月25日
- 仏滅紀元：2446年10月14日 - 2447年閏9月9日
- イスラムヒジュラ暦：1321年10月12日 - 1322年10月23日
- ユダヤ暦：5664年4月13日 - 5665年4月23日
- 修正ユリウス日(MJD)：16480 - 16845
- リリウス日(LD)：117321 - 117686

※檀紀は、大韓民国で1948年に法的根拠を与えられたが、1962年からは公式な場では使用されていない。

## カレンダー
| 1月 |    |    |    |    |    |    |
| 日  | 月 | 火 | 水 | 木 | 金 | 土 |
|     |    |    |    |    | 1  | 2  |
| 3   | 4  | 5  | 6  | 7  | 8  | 9  |
| 10  | 11 | 12 | 13 | 14 | 15 | 16 |
| 17  | 18 | 19 | 20 | 21 | 22 | 23 |
| 24  | 25 | 26 | 27 | 28 | 29 | 30 |
| 31  |    |    |    |    |    |    |
|     |    |    |    |    |    |    |

| 2月 |    |    |    |    |    |    |
| 日  | 月 | 火 | 水 | 木 | 金 | 土 |
|     | 1  | 2  | 3  | 4  | 5  | 6  |
| 7   | 8  | 9  | 10 | 11 | 12 | 13 |
| 14  | 15 | 16 | 17 | 18 | 19 | 20 |
| 21  | 22 | 23 | 24 | 25 | 26 | 27 |
| 28  | 29 |    |    |    |    |    |
|     |    |    |    |    |    |    |

| 3月 |    |    |    |    |    |    |
| 日  | 月 | 火 | 水 | 木 | 金 | 土 |
|     |    | 1  | 2  | 3  | 4  | 5  |
| 6   | 7  | 8  | 9  | 10 | 11 | 12 |
| 13  | 14 | 15 | 16 | 17 | 18 | 19 |
| 20  | 21 | 22 | 23 | 24 | 25 | 26 |
| 27  | 28 | 29 | 30 | 31 |    |    |
|     |    |    |    |    |    |    |

| 4月 |    |    |    |    |    |    |
| 日  | 月 | 火 | 水 | 木 | 金 | 土 |
|     |    |    |    |    | 1  | 2  |
| 3   | 4  | 5  | 6  | 7  | 8  | 9  |
| 10  | 11 | 12 | 13 | 14 | 15 | 16 |
| 17  | 18 | 19 | 20 | 21 | 22 | 23 |
| 24  | 25 | 26 | 27 | 28 | 29 | 30 |
|     |    |    |    |    |    |    |

| 5月 |    |    |    |    |    |    |
| 日  | 月 | 火 | 水 | 木 | 金 | 土 |
| 1   | 2  | 3  | 4  | 5  | 6  | 7  |
| 8   | 9  | 10 | 11 | 12 | 13 | 14 |
| 15  | 16 | 17 | 18 | 19 | 20 | 21 |
| 22  | 23 | 24 | 25 | 26 | 27 | 28 |
| 29  | 30 | 31 |    |    |    |    |
|     |    |    |    |    |    |    |

| 6月 |    |    |    |    |    |    |
| 日  | 月 | 火 | 水 | 木 | 金 | 土 |
|     |    |    | 1  | 2  | 3  | 4  |
| 5   | 6  | 7  | 8  | 9  | 10 | 11 |
| 12  | 13 | 14 | 15 | 16 | 17 | 18 |
| 19  | 20 | 21 | 22 | 23 | 24 | 25 |
| 26  | 27 | 28 | 29 | 30 |    |    |
|     |    |    |    |    |    |    |

| 7月 |    |    |    |    |    |    |
| 日  | 月 | 火 | 水 | 木 | 金 | 土 |
|     |    |    |    |    | 1  | 2  |
| 3   | 4  | 5  | 6  | 7  | 8  | 9  |
| 10  | 11 | 12 | 13 | 14 | 15 | 16 |
| 17  | 18 | 19 | 20 | 21 | 22 | 23 |
| 24  | 25 | 26 | 27 | 28 | 29 | 30 |
| 31  |    |    |    |    |    |    |
|     |    |    |    |    |    |    |

| 8月 |    |    |    |    |    |    |
| 日  | 月 | 火 | 水 | 木 | 金 | 土 |
|     | 1  | 2  | 3  | 4  | 5  | 6  |
| 7   | 8  | 9  | 10 | 11 | 12 | 13 |
| 14  | 15 | 16 | 17 | 18 | 19 | 20 |
| 21  | 22 | 23 | 24 | 25 | 26 | 27 |
| 28  | 29 | 30 | 31 |    |    |    |
|     |    |    |    |    |    |    |

| 9月 |    |    |    |    |    |    |
| 日  | 月 | 火 | 水 | 木 | 金 | 土 |
|     |    |    |    | 1  | 2  | 3  |
| 4   | 5  | 6  | 7  | 8  | 9  | 10 |
| 11  | 12 | 13 | 14 | 15 | 16 | 17 |
| 18  | 19 | 20 | 21 | 22 | 23 | 24 |
| 25  | 26 | 27 | 28 | 29 | 30 |    |
|     |    |    |    |    |    |    |

| 10月 |    |    |    |    |    |    |
| 日   | 月 | 火 | 水 | 木 | 金 | 土 |
|      |    |    |    |    |    | 1  |
| 2    | 3  | 4  | 5  | 6  | 7  | 8  |
| 9    | 10 | 11 | 12 | 13 | 14 | 15 |
| 16   | 17 | 18 | 19 | 20 | 21 | 22 |
| 23   | 24 | 25 | 26 | 27 | 28 | 29 |
| 30   | 31 |    |    |    |    |    |
|      |    |    |    |    |    |    |

| 11月 |    |    |    |    |    |    |
| 日   | 月 | 火 | 水 | 木 | 金 | 土 |
|      |    | 1  | 2  | 3  | 4  | 5  |
| 6    | 7  | 8  | 9  | 10 | 11 | 12 |
| 13   | 14 | 15 | 16 | 17 | 18 | 19 |
| 20   | 21 | 22 | 23 | 24 | 25 | 26 |
| 27   | 28 | 29 | 30 |    |    |    |
|      |    |    |    |    |    |    |

| 12月 |    |    |    |    |    |    |
| 日   | 月 | 火 | 水 | 木 | 金 | 土 |
|      |    |    |    | 1  | 2  | 3  |
| 4    | 5  | 6  | 7  | 8  | 9  | 10 |
| 11   | 12 | 13 | 14 | 15 | 16 | 17 |
| 18   | 19 | 20 | 21 | 22 | 23 | 24 |
| 25   | 26 | 27 | 28 | 29 | 30 | 31 |
|      |    |    |    |    |    |    |

## できごと

### 1月
- 1月7日 - グリエルモ・マルコーニが遭難信号としてCQDを確立[要出典]
- 1月15日 - 大阪朝日新聞で天声人語連載開始
- 1月17日 - アントン・チェーホフ戯曲「桜の園」初演（モスクワ芸術座）
- 1月25日 - 鉄道軍事供用令公布。

### 2月
- 2月4日 - 日露戦争: 御前会議で対露交渉の断絶と軍事行動の開始を決定
- 2月6日 - 日露戦争: 栗野慎一郎駐露公使が日露交渉の打切りをロシアに通告
- 2月7日 - 米国バルチモアで大火
- 2月8日 - 日露戦争: 日本海軍が旅順港外のロシア艦隊を攻撃。事実上の日露戦争開戦。仁川沖海戦
- 2月10日 - 日露戦争: 日本とロシアが相互に宣戦布告
- 2月17日 - ジャコモ・プッチーニ歌劇「蝶々夫人」初演（ミラノ・スカラ座）
- 2月23日
  - 日韓議定書調印
  - 米国がパナマ運河地帯を租借
- 2月24日
  - 日露戦争: 第1次旅順港閉塞作戦実施
  - 日露戦争: 金子堅太郎が対米工作のため渡米
  - 日露戦争: 高橋是清が戦費調達のため渡米
- 2月29日 - 米国がパナマ運河建設のため調査開始

### 3月
- 3月1日 - 第9回衆議院議員総選挙
- 3月13日 - アルゼンチン・チリ国境でクリスト・レドントール像(Christ the Redeemer of the Andes)開幕式
- 3月27日 - 日露戦争: 第2次旅順港閉塞作戦実施。広瀬武夫中佐戦死
- 3月30日 - 日露戦争: 陸海軍ニ属スル臨時事件費特別会計法の公布

### 4月
- 4月1日 - 非常特別税法と煙草専売法が公布
- 4月8日
  - 英仏協商が成立（イギリスにおけるエジプト、フランスにおけるモロッコについて相互の権益を承認）
  - アレイスター・クロウリーが「法の書」を受信したとされる
- 4月23日 - 米国芸術文学アカデミー(American Academy of Arts and Letters)創立
- 4月30日 - セントルイス万国博覧会開幕(〜12月1日)

### 5月
- 5月2日 - 日露戦争: 第3次旅順港閉塞作戦実施
- 5月4日 - 米国がパナマ運河を起工（完成1914年）
- 5月9日 - 英国で機関車トルーロ号(City of Truro)が時速100マイルを突破したとされる
- 5月18日 - 第20特別議会召集
- 5月21日 - 国際サッカー連盟創立
- ベトナムでファン・ボイ・チャウらがベトナム維新会を設立

### 6月
- 6月25日 - 芝浦製作所（後の東芝）設立

### 7月
- 7月1日 - 第3回夏季オリンピックがセントルイスで開催（〜11月23日）
- 7月4日 - イタリアのラルデレロで世界初の地熱発電試験成功
- 7月15日 - 米国で初めて仏教寺院が建立(ロサンゼルス東本願寺)
- 横浜正金銀行本店竣工

### 8月
- 8月14日 - 日露戦争: 蔚山沖海戦
- 8月19日 - 日露戦争: 第1次旅順総攻撃開始
- 8月20日 - 日露戦争: 宗谷沖海戦
- 8月21日 - 甲武鉄道飯田町-中野間で電車の運転開始
- 8月22日 - 第1次日韓協約調印
- 8月23日 - 米国でタイヤチェーンが特許化
- 8月24日 - 日露戦争: バルチック艦隊の太平洋派遣が決定

### 9月
- 9月1日 - 与謝野晶子「君死に給ふこと勿れ」掲載（『明星』）
- 9月8日 - 屯田兵廃止

### 10月
- 10月3日 - モロッコ分割に関して、仏西協定が成立
- 10月16日 - 日露戦争: バルチック艦隊がリバウ軍港を出港
- 10月17日 - バンク・オブ・イタリア（後のバンク・オブ・アメリカ）開業（サンフランシスコ）
- 10月18日 - グスタフ・マーラー交響曲第5番初演（ケルン）
- 10月21日 - 日露戦争: ドッガーバンク事件: 日本に向けて北海を航行中だったバルチック艦隊がイギリスのトロール船を日本の魚雷艇と誤認し砲撃
- 10月27日 - ニューヨーク市地下鉄開業

### 11月
- 11月8日 - 米大統領選挙でセオドア・ルーズベルトが勝利
- 11月13日 - カール・マルクスとフリードリヒ・エンゲルス「共産党宣言」（幸徳秋水と堺利彦訳）発禁

### 12月
- 12月3日 - 日露戦争: 旅順203高地で遺体回収のため休戦: 日露両兵士が野宴により交歓
- 12月3日 - チャールズ・パーラインが木星の第6衛星ヒマリアを発見
- 12月5日 - 日露戦争: 日本軍が旅順203高地を占領
- 12月6日 - 三越呉服店設立（12月20日開業）
- 12月27日 - ジェームス・マシュー・バリー「ピーター・パン」初演（ロンドン）
- 12月28日 - 第21議会召集
- 12月29日 - 日露戦争: バルチック艦隊（本隊）がマダガスカルに入港

### 日付不詳
- 1月 - 朝永三十郎編纂「哲学辞典」
- 1月 - 丘浅次郎「進化論講話」。進化論の解説書が多数登場する
- セントルイス万国博覧会初めてハンバーガー発売
- オランダ領東インド（現在のインドネシア）成立
- ヴァイブロプレックス、ホレース・G・マーチン発明の半自動電鍵で特許取得
- 清で最後の科挙実施
- ベンジャミン・ホルトがキャタピラーのついたトラクターをテストし、キャタピラー社を設立した。[1]

## 誕生

### 1月
- 1月1日 - 桜田一郎、化学者（+ 1986年）
- 1月1日 - 富田常雄、小説家（+ 1967年）
- 1月1日 - 森谷克己、経済学者（+ 1964年）
- 1月2日 - 稲山嘉寛、実業家・第5代経団連会長（+ 1987年）
- 1月12日 - ジョセフ・ガーシェンソン、作曲家 （+ 1988年）
- 1月18日 - ケーリー・グラント、俳優（+ 1986年）
- 1月22日 - ジョージ・バランシン、バレエ振付師（+ 1983年）
- 1月29日 - アルノルト・ゲーレン、哲学者・社会学者（+ 1976年）
- 1月30日 - 長沖一、漫才作家・演出家（+ 1976年）

### 2月
- 2月3日 - ルイージ・ダッラピッコラ、作曲家（+ 1975年）
- 2月5日 - 美濃部亮吉、東京都知事、参議院議員（+ 1984年）
- 2月5日 - ローレンス・ウェイジャー、地質学者・探検家（+ 1965年）
- 2月11日 - リュシル・ランドン､ スーパーセンテナリアンで世界最高齢だった人物(フランス最高齢並びにヨーロッパ最高齢者でもあった)（+ 2023年）
- 2月13日 - 唐木順三、評論家・哲学者・思想家（+ 1980年）
- 2月15日 - 更科源蔵、詩人・アイヌ文化研究家（+ 1985年）
- 2月16日 - ジョージ・ケナン、外交官・政治学者（+ 2005年）
- 2月16日 - ジェームズ・バスケット、俳優・声優・歌手（+ 1948年）
- 2月17日 - ハンス・モーゲンソウ、国際政治学者（+ 1980年）
- 2月17日 - 伊丹安広、野球選手（+ 1977年）

### 3月
- 3月1日 - グレン・ミラー、バンド指揮者 （+ 1944年）
- 3月1日 - 森泰吉郎、実業家・経営史学者、森ビルの創業者（+ 1993年）
- 3月2日 - ドクター・スース、絵本作家（+ 1991年）
- 3月3日 - 今井達夫、小説家 （+ 1978年）
- 3月4日 - ジョージ・ガモフ、理論物理学者（+ 1968年）
- 3月5日 - 水谷準、小説家（+ 2001年）
- 3月5日 - アレクセイ・コスイギン、政治家、ソビエト連邦首相（+ 1980年）
- 3月6日 - 吉井淳二、洋画家（+ 2004年）
- 3月7日 - ラインハルト・ハイドリヒ、ナチス・ドイツ国家保安本部長官（+ 1942年）
- 3月7日 - 武見太郎、日本医師会会長（+ 1983年）
- 3月7日 - 築地俊龍、野球選手（+ 1972年）
- 3月12日 - 関屋敏子、声楽家・作曲家（+ 1941年）
- 3月17日 - ハイム・グロース、彫刻家（+ 1991年）
- 3月17日 - 桜田武、経営者（+ 1985年）
- 3月18日 - 吉川幸次郎、中国文学者（+ 1980年）
- 3月20日 - バラス・スキナー、心理学者（+ 1990年）
- 3月26日 - 木山捷平、作家（+ 1968年）

### 4月
- 4月6日 - ジョルジュ・ゴーチ、フィギュアスケート選手（+ 1985年）
- 4月6日 - 常書鴻、画家（+ 1994年）
- 4月8日 - ジョン・ヒックス、経済学者（+ 1989年）
- 4月13日 - 木村秀政、航空工学者（+ 1986年）
- 4月15日 - アーシル・ゴーキー、画家（+ 1948年）
- 4月21日 - ジャン・エリオン、画家（+ 1987年）
- 4月22日 - ロバート・オッペンハイマー、物理学者（+ 1967年）
- 4月24日 - ウィレム・デ・クーニング、画家（+ 1997年）
- 4月27日 - セシル・デイ＝ルイス、作家・詩人（+ 1972年）
- 4月30日 - 任弼時、中華人民共和国の政治家（+ 1950年）

### 5月
- 5月1日 - 貝塚茂樹、東洋史学者（+ 1987年）
- 5月9日 - 武田麟太郎、小説家（+ 1946年）
- 5月9日 - グレゴリー・ベイトソン、研究者（+ 1980年）
- 5月10日 - 桑原武夫、フランス文学者（+ 1988年）
- 5月11日 - サルバドール・ダリ、画家（+ 1989年）
- 5月13日 - 笠智衆、俳優（+ 1993年）
- 5月13日 - 長谷川泰子、女優 (+ 1993年)
- 5月17日 - ジャン・ギャバン、俳優（+ 1976年）
- 5月20日 - マージェリー・アリンガム、推理作家（+ 1966年）
- 5月20日 - 永井龍男、小説家・随筆家・編集者（+ 1990年）
- 5月21日 - 中尾彰、洋画家、童画・絵本作家、詩人（+ 1994年）
- 5月21日 - 弘世現、実業家、日本生命社長（+ 1996年）
- 5月24日 - 南部忠平、陸上競技選手（+ 1997年）
- 5月26日 - ヴラド・ペルルミュテール、ピアニスト（+ 2002年）
- 5月30日 - ソリー・ズッカーマン、動物学者（+ 1993年）
- 5月30日 - 吉田正光、日本男性最高齢だった人物 （+ 2016年）

### 6月
- 6月1日 - 佐多稲子、小説家（+ 1998年）
- 6月2日 - ジョニー・ワイズミュラー、水泳選手・俳優（+ 1984年）
- 6月4日 - 末広恭雄、水産学者・随筆家・作曲家（+ 1988年）
- 6月6日 - ヘレン・マクロイ、推理作家（+ 1994年）
- 6月7日 - 井口新次郎、野球選手（+ 1985年）
- 6月16日 - 池田徳真、旧鳥取藩主池田氏第17代当主、徳川慶喜の孫（+ 1993年）
- 6月19日 - レスター・コール、脚本家（+ 1985年）
- 6月20日 - フランシス・ペティジョン、地質学者（+ 1999年）
- 6月24日 - 谷口吉郎、建築家（+ 1979年）
- 6月25日 - 坊秀男、政治家（+ 1990年）
- 6月29日 - 内田鐡衛、実業家、株式会社コロナ創業者（+ 1996年）

### 7月
- 7月1日 - 香山滋、小説家・「ゴジラ」原作者（+ 1975年）
- 7月5日 - エルンスト・マイヤー、生物学者（+ 2005年）
- 7月7日 - 高木東六、作曲家（+ 2006年）
- 7月7日 - 宇野信夫、歌舞伎狂言作者（+ 1991年）
- 7月8日 - アンリ・カルタン、数学者（+ 2008年）
- 7月12日 - パブロ・ネルーダ、詩人（+ 1973年）
- 7月15日 - 千田是也、演出家・俳優（+ 1994年）
- 7月19日 - 荒井源吉、政治家、武蔵野市初代市長（+ 1983年）
- 7月22日 - ドナルド・ヘッブ、心理学者（+ 1985年）
- 7月24日 - 平塚武二、児童文学者（+ 1971年）
- 7月25日 - 松本かつぢ、画家・漫画家（+ 1986年）
- 7月28日 - パーヴェル・チェレンコフ、物理学者（+ 1990年）

### 8月
- 8月5日 - 橋本明治、日本画家（+ 1991年）
- 8月6日 - ジュリアーノ・ボンファンテ、言語学者（+ 2005年）
- 8月16日 - 源田実、海軍軍人・航空自衛官・政治家（+ 1989年）
- 8月21日 - 奥野高廣、歴史学者（+ 2000年）
- 8月21日 - カウント・ベイシー、ジャズピアノ奏者（+ 1984年）
- 8月22日 - 鄧小平、中華人民共和国の政治家（+ 1997年）
- 8月23日 - テルマ・ファーネス、ファーネス子爵夫人（+ 1970年）

### 9月
- 9月1日 - 幸田文、小説家（+ 1990年）
- 9月9日 - 東坊城恭長、俳優・映画監督（+ 1944年）
- 9月13日 - 海老原喜之助、洋画家（+ 1970年）
- 9月13日 - 永沢富士雄、プロ野球選手（+ 1985年）
- 9月14日 - 橋本國彦、作曲家・指揮者・ヴァイオリニスト（+ 1949年）
- 9月17日 - フレデリック・アシュトン、バレエダンサー・振付師（+ 1988年）
- 9月29日 - グリア・ガースン、俳優（+ 1996年）

### 10月
- 10月1日 - 山口安次郎、工芸家(西陣の織匠)（+ 2010年)
- 10月2日 - グレアム・グリーン、小説家（+ 1991年）
- 10月2日 - 大隅健一郎、商法学者（+ 1998年）
- 10月9日 - チャック・クライン、メジャーリーガー（+ 1958年）
- 10月11日 - 榎本健一、喜劇俳優・歌手・コメディアン（+ 1970年）
- 10月17日 - 長谷健、小説家（+ 1957年）
- 10月21日 - フランシスカ・セルサ・ドス・サントス、 ブラジルのスーパーセンテナリアン（+ 2021年）

### 11月
- 11月7日 - ハヤフサヒデト、俳優（+ 1991年）
- 11月12日 - 安西正夫、実業家（+ 1972年）
- 11月17日 - イサム・ノグチ、彫刻家（+ 1988年）
- 11月18日 - 古賀政男、作曲家（+ 1978年）
- 11月21日 - エドモンド・ハミルトン、SF作家（+ 1977年）
- 11月22日 - 丹羽文雄、小説家（+ 2005年）
- 11月22日 - ミゲル・コバルビアス、画家（+ 1957年）
- 11月25日 - 巴金、小説家・翻訳家（+ 2005年）
- 11月27日 - 福田豊四郎、日本画家（+ 1970年）

### 12月
- 12月16日 - 横沢三郎、プロ野球選手、審判（+ 1995年）
- 12月18日 - ジョージ・スティーヴンス、映画監督（+ 1975年）
- 12月20日 - 藤本定義、プロ野球監督（+ 1981年）
- 12月20日 - 正岡容、作家（+ 1958年）
- 12月25日 - 舟橋聖一、小説家（+ 1976年）
- 12月28日 - 堀辰雄、作家（+ 1953年）
- 12月30日 - ドミトリー・カバレフスキー、作曲家（+ 1987年）

### 誕生日不明
- 誕生日不明 - 田村松平、日本の物理学者。京都大学教授。(+ 1994年)
- 誕生日不明 - 土方辰三、日本の英文学者。(+ 没年不明)

## 死去

### 1月
- 1月1日 - 近衛篤麿、華族・貴族院議員（* 1863年）
- 1月2日 - マチルド・ボナパルト、ナポレオン・ボナパルト一族（* 1820年）
- 1月9日 - チャールズ・フォスター、オハイオ州知事（* 1828年）
- 1月10日 - ジャン＝レオン・ジェローム、画家・彫刻家（* 1824年）
- 1月17日 - 天田愚庵、歌人（* 1854年）

### 2月
- 2月2日 - ウィリアム・コリンズ・ホイットニー、弁護士・政治家（* 1841年）
- 2月11日 - ウラジミール・マルコフニコフ、化学者（* 1838年）
- 2月13日 - オクターブ・カランドロー、天文学者（* 1852年）
- 2月29日 - アンリ・J・ペロタン、天文学者（* 1845年）

### 3月
- 3月2日 - 宮地堅磐、神職（* 1852年）
- 3月9日 - 井上正直、浜松藩主・鶴舞藩主（* 1837年）
- 3月12日 - 高野房太郎、社会統計学者・労働組合運動先駆者（* 1869年）
- 3月22日 - レズリー・スティーヴン、文学史家・思想史家（* 1832年）
- 3月27日 - 杉野孫七、軍人（* 1867年）
- 3月27日 - 広瀬武夫、軍人（* 1868年）

### 4月
- 4月10日 - イサベル2世、スペイン女王（* 1830年）
- 4月13日 - 斎藤緑雨、小説家・評論家（* 1868年）
- 4月13日 - ヴァシーリー・ヴェレシチャーギン、画家（* 1842年）
- 4月16日 - サミュエル・スマイルズ、作家・医者（* 1812年）
- 4月26日 - ジョン・コーウェン、議員（* 1844年）
- 4月28日 - ドミトリー・シピャーギン、政治家（* 1853年）

### 5月
- 5月1日 - アントニン・ドヴォルザーク、作曲家（* 1841年）
- 5月6日 - アレキサンダー・ウィリアムソン、化学者（* 1824年）
- 5月10日 - ヘンリー・モートン・スタンリー、ジャーナリスト・探検家（* 1841年）
- 5月14日 - フョードル・ブレディキン、天文学者（* 1831年）
- 5月16日 - エティエンヌ＝ジュール・マレー、生理学者（* 1830年）
- 5月22日 - 上野彦馬、写真家（* 1838年）
- 5月27日 - 永山武四郎、軍人・華族・北海道庁長官・貴族院議員（* 1837年）
- 5月27日 - 乃木勝典、軍人（* 1879年）
- 5月30日 - フリードリヒ・ヴィルヘルム、メクレンブルク＝シュトレーリッツ大公国国王（* 1819年）

### 6月
- 6月17日 - キッド・カーリー、ガンマン・アウトロー（* 1865年）
- 6月17日 - ニコライ・ボブリコフ、軍人・政治家（* 1839年）

### 7月
- 7月1日 - ジョージ・フレデリック・ワッツ、画家・彫刻家（* 1817年）
- 7月3日 - テオドール・ヘルツル、シオニズム運動家（* 1860年）
- 7月5日 - 松平康英、棚倉藩主・川越藩主（* 1830年）
- 7月14日 - ポール・クリューガー、トランスヴァール共和国大統領（* 1825年）
- 7月15日 - アントン・チェーホフ、劇作家・小説家（* 1860年）
- 7月15日 - ヴャチェスラフ・プレーヴェ、政治家（* 1846年）

### 8月
- 8月6日 - エドゥアルト・ハンスリック、音楽評論家（* 1825年）
- 8月7日 - 市川左團次、歌舞伎役者（* 1842年）
- 8月7日 - 山口素臣、軍人（* 1846年）
- 8月9日 - フリードリヒ・ラッツェル、地理学者・生物学者（* 1844年）
- 8月12日 - 川村純義、武士・軍人・華族（* 1836年）
- 8月12日 - ウィリアム・レンショー、テニス選手（* 1861年）
- 8月25日 - アンリ・ファンタン＝ラトゥール、画家・版画家（* 1836年）
- 8月29日 - ムラト5世、オスマン帝国君主（* 1840年）
- 8月20日 - ケイト・ショパン、作家・小説家・詩人（* 1851年）
- 8月31日 - 橘周太、軍人（* 1865年）

### 9月
- 9月10日 - レオ・スターン、チェリスト（* 1862年）
- 9月23日 - エミール・ガレ、工芸家・デザイナー（* 1846年）
- 9月24日 - ニールス・フィンセン、医者・科学者・ノーベル生理学・医学賞受賞者（* 1860年）
- 9月26日 - 小泉八雲、作家・随筆家・小説家（* 1850年）

### 10月
- 10月4日 - フレデリク・バルトルディ、彫刻家（* 1834年）
- 10月7日 - イザベラ・バード、旅行家・随筆家（* 1831年）
- 10月8日 - クレメンス・ヴィンクラー、化学者（* 1838年）
- 10月15日 - ゲオルク、ザクセン王国国王（* 1838年）
- 10月17日 - 秋月種樹、貴族院議員（* 1833年）
- 10月20日 - 佐藤助九郎、佐藤工業創業者（* 1847年）

### 11月
- 11月13日 - 伊達保子、仙台藩一門の女性（* 1827年）
- 11月29日 - 伊達邦成、華族（* 1841年）
- 11月30日 - 実成院、江戸幕府14代将軍徳川家茂生母（* 1821年）
- 11月30日 - 乃木保典、軍人（* 1881年）

### 12月
- 12月5日 - ジェイムズ・ノウブル・タイナー、第29代アメリカ合衆国郵政長官（* 1826年）
- 12月12日 - ロマン・コンドラチェンコ、軍人（* 1857年）
- 12月31日 - 田中穂積、作曲家・軍人（* 1855年）
- 12月 - ウジェーヌ・ドマルセー、化学者（* 1852年）

### 日時不詳
- 日時不詳 - オーモンド、競走馬（* 1883年）
- 日時不詳 - アントニオ・ラブリオーラ、哲学者・社会主義者（* 1843年）

## ノーベル賞
- 物理学賞 - ジョン・ウィリアム・ストラット (Lord John William Strutt Rayleigh)
- 化学賞 - ウィリアム・ラムゼー (Sir William Ramsay)
- 生理学・医学賞 - イワン・ペトロビッチ・パブロフ (Ivan Petrovich Pavlov)
- 文学賞 - フレデリック・ミストラル (Frédéric Mistral), ホセ・エチェガライ・イ・アイサギレ (José Echegaray Y Eizaguirre)
- 平和賞 - 国際法学会 (Institut De Droit International)